# UCI Team Feminino
O UCI Team Feminino (nome oficial: UCI Women's Team) é o termo utilizado pela União Ciclista Internacional (UCI) para denominar a um equipa ciclista feminino da máxima categoria do ciclismo em estrada a nível mundial.
Estas equipas competem nas principais carreiras de ciclismo feminino, incluindo o UCI World Tour Feminino, o Calendário UCI Feminino, e a Contrarrelógio por equipas elite feminina no Campeonato Mundial de Estrada.
Dentro da reestruturação empreendida pela UCI para o 2016, decidiu-se criar uma categoria que albergasse às melhores equipas do mundo que teriam a participação garantida se assim o quisessem nas melhores carreiras do calendário, agrupadas a sua vez numa nova competição denominada UCI World Tour Feminino.
Uma equipa feminina elite está estruturado de acordo com as regulações apresentadas pela UCI, tais como ter um representante da equipa, os integrantes da equipa devem ser entre 8 e 16 ciclistas, ter patrocinadores e todas as demais pessoas contratadas (diretor, treinadores, pessoal de logística) pelo representante ou o patrocinador da equipa, com o fim de assegurar de forma permanente o funcionamento da equipa.

## Equipas
Para a temporada de 2019 as equipas UCI Team Feminino são 44:
| Código UCI | Nome                               | País           | Continente |
| ---------- | ---------------------------------- | -------------- | ---------- |
| ALE        | Alé Cipollini                      | Itália         | Europa     |
| VAI        | Aromitalia Vaiano                  | Itália         | Europa     |
| ALÇA       | Astana Women's Team                | Cazaquistão    | Ásia       |
| BPK        | BePink                             | Itália         | Europa     |
| BPC        | Biehler Pro Cycling                | Países Baixos  | Europa     |
| BIG        | Bigla Pro Cycling Team             | Dinamarca      | Europa     |
| BDU        | Bizkaia-Durango                    | Espanha        | Europa     |
| DLT        | Boels Dolmans Cycling Team         | Países Baixos  | Europa     |
| BTC        | BTC City Ljubljana                 | Eslovênia      | Europa     |
| CSR        | Canyon Sram Racing                 | Alemanha       | Europa     |
| CCC        | CCC-Liv                            | Países Baixos  | Europa     |
| CMW        | Charente-Maritime Women Cycling    | França         | Europa     |
| GPC        | China Liv Pro Cycling              | Hong Kong      | Ásia       |
| CGS        | Cogeas-Mettler Pro Cycling Team    | Rússia         | Europa     |
| CZG        | Conceria Zabri-Fanini              | Albânia        | Europa     |
| DVE        | Doltcini-Van Eyck Sport            | Bélgica        | Europa     |
| DRP        | Drops                              | Reino Unido    | Europa     |
| EIC        | Eneicat Cycling Team               | Espanha        | Europa     |
| SBT        | Eurotarget-Bianchi-Vitasana        | Itália         | Europa     |
| FDJ        | FDJ Nouvelle Aquitaine Futuroscope | França         | Europa     |
| HBS        | Hagens Berman-Supermint            | Estados Unidos | América    |
| HMT        | Health Mate-Cyclelive Team         | Bélgica        | Europa     |
| HPU        | Hitec Products-Birk Sport          | Noruega        | Europa     |
| LSL        | Lotto Soudal Ladies                | Bélgica        | Europa     |
| LCW        | Lviv Cycling Team                  | Ucrânia        | Europa     |
| MAT        | Massi-Tactic Women Team            | Espanha        | Europa     |
| MCC        | Minsk Cycling Clube                | Bielorrússia   | Europa     |
| MTS        | Mitchelton Scott                   | Austrália      | Oceânia    |
| MOV        | Movistar Team                      | Espanha        | Europa     |
| PHV        | Parkhotel Valkenburg               | Países Baixos  | Europa     |
| RLW        | Rally Cycling                      | Estados Unidos | América    |
| SER        | Servetto-Piumate-Beltrami TSA      | Itália         | Europa     |
| T20        | Sho-Air Twenty20                   | Estados Unidos | América    |
| SWT        | Sopela Women's Team                | Espanha        | Europa     |
| SWA        | Swapit Agolico                     | México         | América    |
| ILU        | Team Illuminate                    | Estados Unidos | América    |
| SUN        | Team Sunweb                        | Países Baixos  | Europa     |
| TIB        | Team Tibco-Silicon Valley Bank     | Estados Unidos | América    |
| TVW        | Team Virtu Cycling Women           | Dinamarca      | Europa     |
| TWC        | Thailand Women's Cycling Team      | Tailândia      | Ásia       |
| TOP        | Top Girls Fassa Bortolo            | Itália         | Europa     |
| TFS        | Trek-Segafredo Women               | Bélgica        | Europa     |
| VAL        | Valcar Cylance Cycling             | Itália         | Europa     |
| WNT        | WNT-Rotor Pro Cycling              | Alemanha       | Europa     |

## Calendário
As 20 primeiras equipas UCI Team Feminino tem a participação garantida se assim o quisessem nas melhores carreiras do calendário das principais carreiras do mundo, tanto no relativo a voltas por etapas como a clássicas de um dia, que se disputam em sua maior parte em Europa. A UCI tem incluído também carreiras de recente criação em países fora da Europa com uma menor tradição de acolher eventos de estrada, dentro da sua estratégia de globalizar o ciclismo feminino.